# Incontri internazionali di rugby a 15 di fine anno 1987
Nel rugby a 15 è tradizione che a fine anno (ottobre-dicembre) si disputino una serie di incontri internazionali che gli europei chiamano "Autumn International" e gli appassionati dell'emisfero sud "Springtime tour". In particolare le nazionali dell'emisfero Sud, a fine della loro stagione si recano in tour in Europa.
- South Sea Barbarians in South Africa : Nel tentativo di rompere l'isolamento dovuto all'Apartheid e al conseguente boicottaggio, dopo il tour dell'anno prima dei New Zealand Cavaliers, un altro tour "pirata" di una squadra di Rugby Union viene organizzato in modo ufficioso dalla federazione sudafricana.

Questa volta una selezione di giocatori polinesiani (da Tonga, Samoa e Figi ) visita il Sudafrica. Allo scopo di dare un'immagine meno razzista, vengono allestite delle squadre miste tra bianchi e meticci (denominate feeder). Gli Springboks non affrontano ufficialmente la selezione polinesiana (a seguito di contestazioni dall'estero) ma si camuffano da South African Barabarians. Da segnalare che scendono invece in campo le due "nazionali" delle altre federazione: i Leopard (della SARU) e i Proteas della (SARF), riservate ai giocatori di colore.
- Spagna in Uruguay e Argentina: la nazionale spagnola si reca in America Latina: vinto il test con l'Uruguay viene travolta dai Pumas

| Montevideo 2 agosto 1987 | Uruguay | 8 – 16 | Spagna |  |

| Mar del Plata 17 agosto 1987 | Argentina | 40 – 12 | Spagna | Estadio Mundialista |

- Nuova Zelanda in Giappone : facilissime vittorie per gli All Blacks contro i modesti giapponesi.

| Osaka 25 ottobre 1987 | Giappone | 0 – 74 | Nuova Zelanda | Hanazona Stadium |

| Tokyo 1º novembre 1987 | Giappone | 4 – 106 | Nuova Zelanda | Olimpico |

- Australia in Argentina: prestigioso risultato per i Pumas contro i turisti australiani: un pareggio e una vittoria.

| Rosario (Argentina) 1987 | UR Rosario | 15 – 36 | Australia XV |  |

| Buenos Aires 31 ottobre 1987 | Argentina | 19 – 19 | Australia | (J.Amalfitani) |

| Buenos Aires 7 novembre 1987 | Argentina | 27 – 19 | Australia | (J.Amalfitani) |

- Stati Uniti in Galles e Canada: serie di sconfitte per le "Eagles".

| Ebbw Vale 24 ottobre 1987 | Ebbw Vale RFC | 16 – 14 | Stati Uniti XV |  |

| Cardiff 7 novembre 1987 | Galles | 46 – 0 | Stati Uniti | (Arms Park) |

| Victoria 14 novembre 1987 | Canada | 20 – 12 | Stati Uniti |  |

## Altri Test
| Tunisi 5 settembre 1987 | Tunisia | 0 – 4 | Belgio |  |

| Galashiels 26 settembre 1987 | Scozia XV | 15 – 12 | Francia XV |  |

| Copenaghen 27 settembre 1987 | Danimarca | 3 – 20 | Germania Ovest |  |

| Tokyo 3 ottobre 1987 | Giappone | 12 – 24 | Irlanda Student. | (Olympic) |

| Penarth 7 ottobre 1987 | Penarth RFC | 13 – 48 | French Barbarians |  |

| Newbridge 30 ottobre 1987 | Galles (Distretti) | 0 – 0 | Sri Lanka XV |  |

| Rho 8 novembre 1987 | Italia B | 22 – 9 | Polonia |  |

| Port Talbot 14 novembre 1987 | Galles (Distretti) | 13 – 3 | Svezia |  |

| Brescia 5 dicembre 1987 | Italia U21 | 8 – 19 | Polonia |  |